# HCOIJ
HCOIJ (volledig Hockeyclub Oude IJsselstreek) is een Nederlandse hockeyclub uit het Gelderse dorp Ulft. De vereniging is aangesloten bij de Koninklijke Nederlandse Hockey Bond. 

## Geschiedenis
De club is in 2011 opgericht door twee oud-leden van de Doetinchemse hockeyclub DHC die na meningsverschillen binnen de club besloten HCOIJ op te richten. De club maakte in de begindagen gebruik van de faciliteiten van de Ulftse voetbalvereniging SDOUC. In 2015 vestigde de club zich op sportpark De IJsselweide, waar het de beschikking kreeg over een kunstgrasveld.
In 2019 werden de eerste sportverkiezingen in de gemeente Oude IJsselstreek gehouden. HCOIJ kreeg de Sportpromotieprijs uitgereikt en het team Dames 1 werd uitgeroepen tot Sportploeg van het Jaar 2018.
In het seizoen 2021/22 heeft HCOIJ elf juniorenteams (8 meisjesteams en 3 mixteams) en vijf seniorenteams: Heren 2 (met DHC), Dames Jong 1, Sevens Mix 1 en Mix 2 en Sevens Dames 1.